# کوری آلن
کوری آلن (انگلیسی: Corey Allen؛ ۲۹ ژوئن ۱۹۳۴ – ۲۷ ژوئن ۲۰۱۰) یک هنرپیشه، فیلم‌نامه‌نویس، تهیه‌کننده، کارگردان، و نویسنده اهل ایالات متحده آمریکا بود. وی بین سال‌های ۱۹۵۴ تا ۲۰۱۰ میلادی فعالیت می‌کرد.

## فیلم‌شناسی
از فیلم‌ها یا برنامه‌های تلویزیونی که وی در آن نقش داشته است می‌توان به شورش بی‌دلیل اشاره کرد.